# Welvaartsziekte
Onder welvaartsziekten wordt vaak verstaan een verzameling van ziekten die gelieerd zijn aan een bepaalde levensstijl als gevolg van toegenomen welvaart, industrialisatie, mondialisering en toenemende levensverwachting.
Welvaartsziekten zijn meestal niet overdraagbaar. Tot de voorbeelden behoren onder andere obesitas, hart- en vaatziekten, diabetes type 2, hoge bloeddruk, de ziekte van Alzheimer en verschillende vormen van kanker.

## Oorzaken
Oorzaken van welvaartsziekten zijn onder andere een ongezond voedingspatroon, te veel eten, onvoldoende lichaamsbeweging, roken en misbruik van drugs waaronder alcohol.